# Tisbe cluthae
Tisbe cluthae är en kräftdjursart som först beskrevs av T. Scott 1899.  Tisbe cluthae ingår i släktet Tisbe och familjen Tisbidae. Inga underarter finns listade i Catalogue of Life.